# Karlheinz Pfaff (Politiker)
Karlheinz Pfaff (* 5. Mai 1926 in Oberursel; † 4. Februar 2015 ebenda) war ein deutscher Politiker (SPD). Er war sechs Jahre Bürgermeister seiner Heimatstadt Oberursel.

## Leben
Er begann 1941 eine Ausbildung bei der Stadt Oberursel. Ab 1944 diente er in der Wehrmacht. Nach der Entlassung aus der Kriegsgefangenschaft am 24. Mai 1946 arbeitete er wieder als Angestellter bei der Stadt Oberursel.
1960 bis 1972 war er erster Beigeordneter von Oberursel. Am 19. November 1971 wählte ihn die Stadtverordnetenversammlung zum Bürgermeister. In seiner Amtszeit wurde das Rathaus und das Hallenbad gebaut und das Haus der Jugend eröffnet. Die Stadt wuchs durch die Eingemeindung von Stierstadt, Weißkirchen und Oberstedten. Bei den Kommunalwahlen in Hessen 1977 gewann die CDU in Oberursel fast 49 % der Stimmen. 1978 wurde Pfaff daher nicht wiedergewählt und Rudolf Harders wurde sein Nachfolger.
Er war langjährig Vorsitzender des Bundes für Volksbildung und Vorsitzender der Oberurseler Wohnungsgenossenschaft. Er war zwei Mal verheiratet und hatte Kinder.

## Auszeichnungen
Pfaff wurde Ehrenbürger der Stadt Epinay-sur-Seine, der Partnerstadt von Oberursel. 1974 erhielt er die Partnerschaftsplakette, 1978 die Ehrenplakette der Stadt Oberursel. 1999 erhielt er die Verdienstmedaille des Verdienstordens der Bundesrepublik Deutschland.

## Schriften
- 100 Jahre SPD Wetzlar : 1889 - 1989. Herausgeber Karlheinz Pfaff. Verlag SPD-Ortsverein Wetzlar